# أنيسة مهدي
أنيسة ماري مهدي, (بالإنجليزية: Anisa Mehdi)‏ مخرجة و صحفية. عراقية تحمل الجنسية الكندية
تركيزها الرئيسي عند إنتاج الأفلام الوثائقية أو البرامج هو الدين, و يعد أبرز فيلم الوثائقي لها هو داخل مكة المكرمة ، الذي أنتج من قبل ناشيونال جيوغرافيك. لها العديد من الأعمال التي ظهرت على برنامج تلفزيوني، ABC News، CBS. إضافة إلى كونها مديرة ومراسلة وهي أيضاً مؤسسة ورئيسة ويتستون للإنتاج، وأستاذة الاتصالات في جامعة سيتون هول.
أنيسة أول امرأة كندية تغطي الحج من أجل بثه في الولايات المتحدة. كمنتج تنفيذي في برنامج تلفزيوني «فرونت لاين» الخاصة بالمسلمين، تلقت في 2002 جائزة النسر الذهبي للسينما.
وهي تعمل حاليا على مشروع عن الشباب المسلم والمسيحي في الجزائر ، والعمل معاً من أجل تحقيق السلام. فضلاً عن إنتاج المزيد من الأفلام الوثائقية، وتقوم أيضاً بكتابة السيرة الذاتية لوالدها الدكتور محمد تقي مهدي ، والذي يعتقد أن يكون أول ناشط عربي أمريكي في الولايات المتحدة. في عام 2007 ، أطلقت مع كاتبين آخرين نقابة الكتّاب العرب.
في شباط / فبراير 2016 ، انضمت إلى هيئة تحرير شركة الاستخبارات ستراتفور.
تعيش حاليا في مابلوود، نيو جيرسي.

## أفلامه
- داخل مكة المكرمة (2003)
- المسلمين (2002)
- المواجهة(2002)
  - المسلمين

## وصلات خارجية
- الموقع الرسمي
- أنيسة مهدي على موقع IMDb (الإنجليزية)